# 90 Pułk Piechoty (austro-węgierski)

Żołnierze IR 90 w 1916 roku

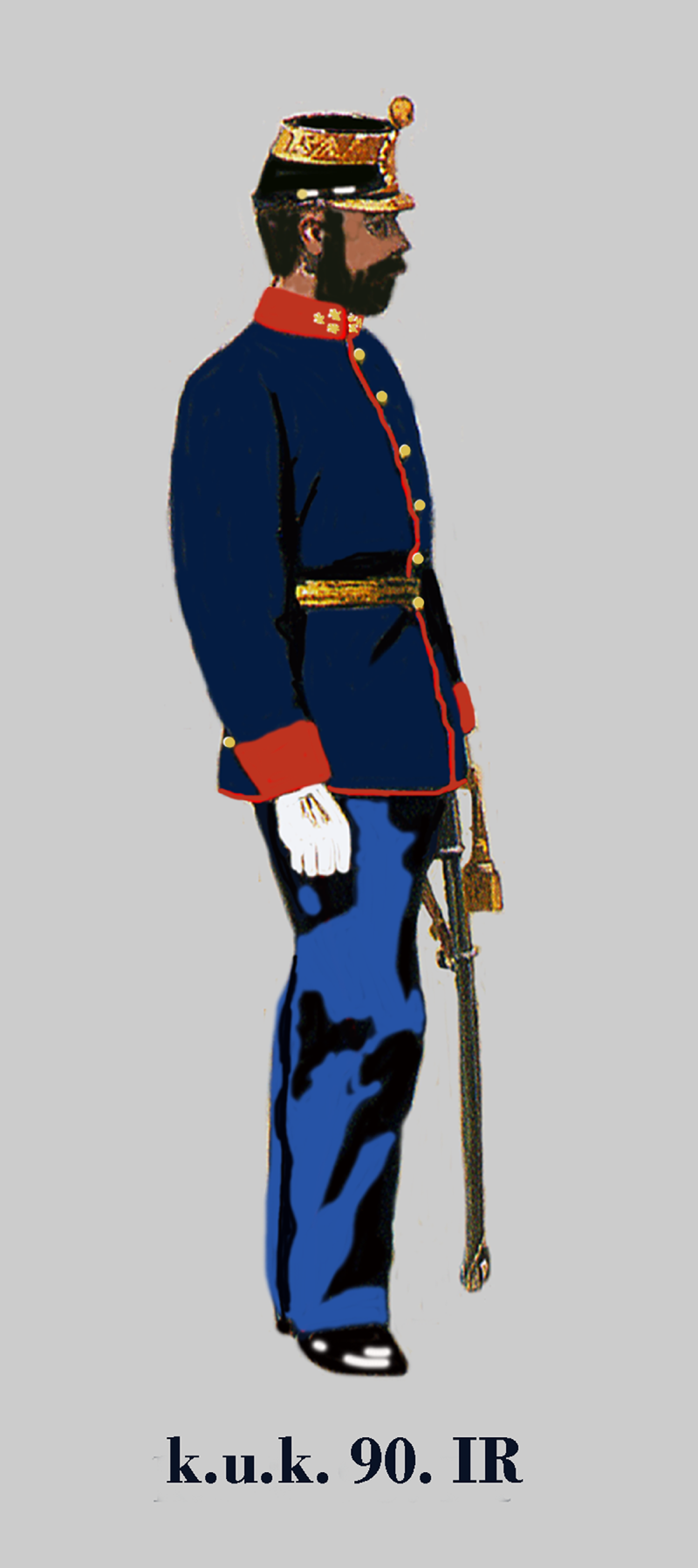
Kapitan IR. 90 w mundurze paradnym

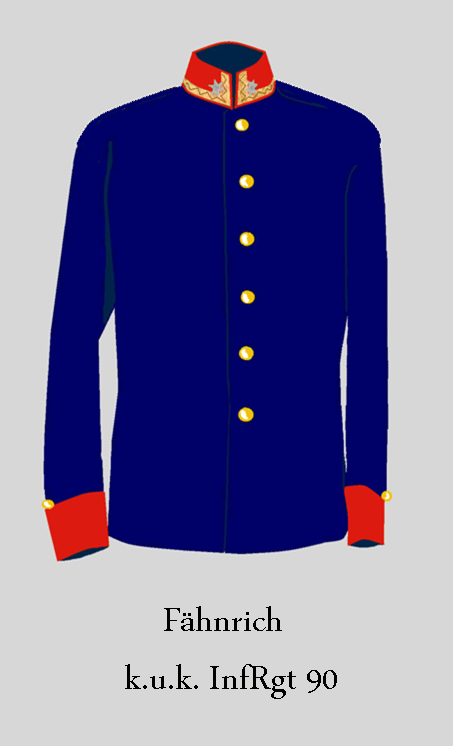
Kurtka munduru chorążego IR. 90

Galicyjski Pułk Piechoty Nr 90 (IR. 90) – pułk piechoty cesarskiej i królewskiej Armii.

## Historia Pułku
Pułk Piechoty Nr 90 został sformowany 1 stycznia 1883 roku w Przemyślu z połączenia czterech batalionów wchodzących dotąd w skład pułków piechoty nr: 10, 40, 45 i 77. 
W latach 1883–1904 szefem pułku był generał kawalerii książę Ludwig Joseph Windischgrätz, a od 1904 roku Feldzeugmeister Adolf Horsetzky von Hornthal. 
Okręg uzupełnień nr 90 Jarosław, początkowo na terytorium 1 Korpusu, a od 1889 roku – 10 Korpusu.
W 1886 roku sztab pułku został przeniesiony z Przemyśla do Wiednia, a w następnym roku do Jarosławia. W 1889 roku 1. batalion został przeniesiony do Przemyśla. Cały pułk wchodził w skład 4 Brygady Piechoty w Jarosławiu należącej do 2 Dywizji Piechoty.
W 1898 roku sztab pułku razem z 2. i 4. batalionem stacjonował w Rzeszowie, 1 batalion w Dębicy, a 3. batalion w Jarosławiu.
W 1905 roku pułk został przeniesiony do Jarosławia z wyjątkiem 4. batalionu, który został skierowany do Rawy Ruskiej. Zmiana miejsca postoju pułku nie zmieniła jego podporządkowania, nadal wchodził w skład 3 Brygady Piechoty należącej do 2 Dywizji Piechoty.
Skład narodowościowy: Polacy – 75%, inni 25%.
W 1914 komenda pułku razem z 2. i 3. batalionem stacjonowała w garnizonie Jarosław, 4. batalion w Lubaczowie, natomiast 1. batalion był detaszowany w Sarajewie. Pułk (bez 2. batalionu) wchodził w skład 4 Brygady Piechoty należącej do 2 Dywizji Piechoty, natomiast detaszowany 1. batalion w skład 10 Brygady Górskiej należącej do 48 Dywizji Piechoty.

## Żołnierze
Komendanci pułku
- płk Georg Theodorovich von Maligrad (1883[1] – 1887 → komendant 39 Brygady Piechoty[9])
- płk Heinrich Lindner (1887[5] – 1888)
- płk Eduard Löbl (1888 – 1889)
- płk Józef Sochaniewicz (1889[10] – 1894 → komendant 89 Brygady Piechoty Obrony Krajowej)
- płk Alfred von Englisch-Popparich (1894–1896 → komendant 30 Brygady Piechoty)
- płk Karl von Manussi ( – 1902 → komendant 56 Brygady Piechoty)
- płk Emil Kastner (1902 – 1904 → stan spoczynku)
- płk Emil Kolischer (1904 – 1906)
- płk Rajmund Baczyński (1907-1911)
- płk Konrad Prusenowsky (1914[2])
- płk Heinrich Edl. von Martinow Hanák (1918)[11]

Oficerowie
Stopnie wojskowe podano z okresu służby w c. i k. Armii.
- mjr Julius Swoboda
- kpt. rez. Edmund Ścibor-Rylski (1914 †)
- kpt. SG Karol Bołdeskuł
- por. Ignacy Misiąg
- por. Ludwik Morawski
- por. Bolesław Zaleski (1900–1905)
- por. rez. Antoni Chruściel
- por. rez. Ignacy Szpunar
- por. rez. Władysław Torba
- ppor. Antoni Balko
- ppor. rez. Alfred Biłyk
- ppor. rez. Zygmunt Fila
- ppor. rez. Maksymilian Gawlik
- ppor. rez. dr Lucjan Górnisiewicz
- ppor. rez. Aleksander Janisz
- ppor. rez. Stanisław Kukla
- ppor. rez. Walenty Peszek
- ppor. rez. Mieczysław Sanak
- ppor. rez. Stanisław Trojan
- ppor. rez. Emil Zawisza de Sulima
- ppor. rez. Julian Czubryt
- starszy lekarz sztabowy 2 klasy dr Władysław Freisinger (lekarz pułkowy)
- ks. Stanisław Sinkowski kapelan Batalionu Zapasowego 90 Pułku Piechoty w Jiczynie

Szeregowcy
- jednoroczny ochotnik medyk Antoni Bukowy
- Jan Stawarski